# エルンスト・レーマン

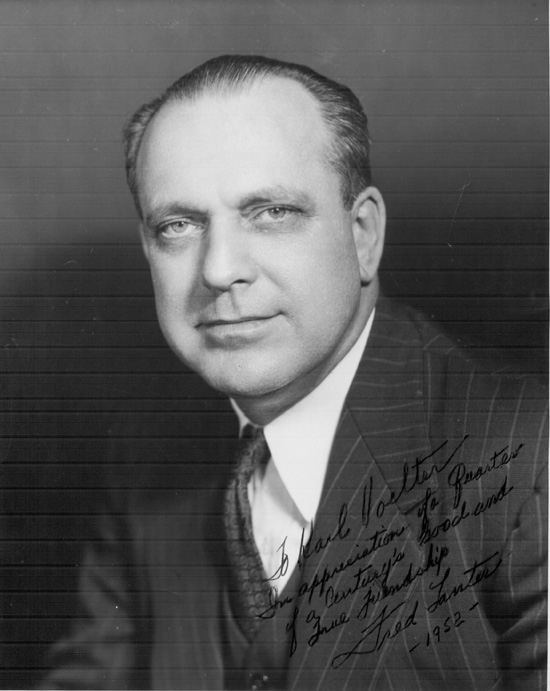
エルンスト・レーマン

エルンスト・アウグスト・レーマン（Ernst August Lehmann、1886年5月12日 - 1937年5月7日）は、ドイツの飛行船の船長である。ツェッペリン飛行船を指揮し、最も有名な飛行船の船長の一人であった。1937年にヒンデンブルク号爆発事故で死亡した。

## 生涯
ルートヴィヒスハーフェン・アム・マインで生まれた。ベルリン工科大学で機械工学を学び、キールの造船所で働いた。フーゴー・エッケナーに勧められてドイツ飛行船旅行会社に入社し、旅客用飛行船LZ 17 Sachsenの飛行士となり、550回の飛行を行った。第一次世界大戦中は多くの飛行船の指揮を行った。
第一次世界大戦後、民間飛行船にもどり、1919年にL72の最初の大西洋横断飛行に参加し、1920年にはスウェーデンで、ストックホルムと地中海の飛行船による旅客運行の計画を行ったが実現しなかった。1921年にはアメリカ合衆国で4ヶ月すごし、ニューヨークからシカゴまでの飛行船の運行を計画し、1922年にはイギリスとアメリカの間の大西洋横断運航の計画の交渉を行った。
1923年にアメリカでグッドイヤー・ツェッペリン会社が設立されると、技術部門の副社長となった。1924年には、アメリカ海軍に引き渡すためにヨーロッパからアメリカ本土までのLZ 126（後にUSS ロサンジェルスと命名される）の無着陸飛行の副船長を務めた。1928年から1936年の間グラーフツェッペリン号の船長を100回以上務め、1936年にヒンデンブルク号でレークハーストまでの飛行を行った。アコーディオンの名手で乗客のためにワーグナーの作品やドイツ民謡の演奏をしたこともあった。
1937年5月6日、レーマンはマックス・プルース船長のヒンデンブルク号に最高士官として乗り込んでいたが、飛行船が炎に包まれた時に大やけどを負い、翌日死亡した。